# Birgit Jank
Birgit Jank (* 1956) ist eine deutsche Hochschullehrerin und -gründerin.

## Leben und Wirken
Birgit Jank studierte Musik auf Lehramt und Chanson an der Hochschule für Musik Hanns Eisler Berlin und ist seit 2004 Professorin für Musikpädagogik und Musikdidaktik an der Universität Potsdam. Ihre Arbeitsschwerpunkte sind Musik in sozialen Kontexten, Liedforschung, interdisziplinäre ästhetische Praxis, Historische Musikpädagogik/Bearbeitung und DDR-Musikerziehung.
Mit der Hoffbauer gGmbH, einer Tochter der Hoffbauer-Stiftung, und der Musikschule Bertheau & Morgenstern gründete Jank die Hoffbauer Berufsakademie, die ihren Lehrbetrieb 2011 aufnahm. Birgit Jank war Präsidentin der Berufsakademie. Aus der Berufsakademie entwickelte man die Fachhochschule Clara Hoffbauer Potsdam, die 2016 ihren Lehrbetrieb aufnahm und deren Trägerin die Evangelische Hochschule Potsdam gGmbH ist. Gesellschafterinnen der Evangelische Hochschule Potsdam gGmbH sind die Hoffbauer-Stiftung, die Musikschule Bertheau & Morgenstern und Birgit Jank.